# Emil Hohlfeld

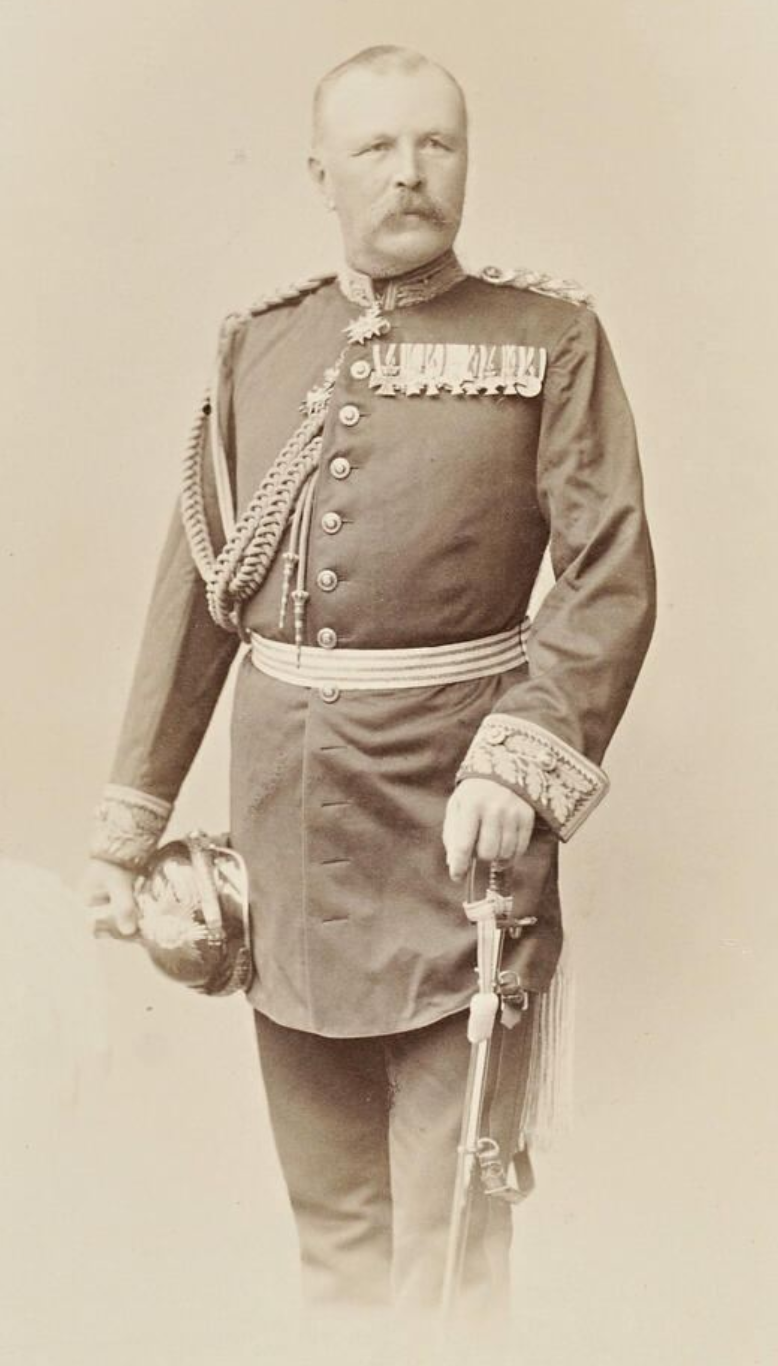
Emil Hohlfeld

Emil Hohlfeld (* 17. September 1840 in Neugersdorf; † 18. Oktober 1896 in Halberstadt) war ein sächsischer Generalleutnant.

## Leben

### Herkunft
Emil Hohlfeld entstammte einer Oberlausitzer Familie.

### Karriere
Hohlfeld besuchte die Annenrealschule und das Institut des Leutnant von der Armee Neumann in Dresden und trat nach Abschluss dieser am 1. April 1856 in den Kadettenkorps der sächsischen Armee ein, wo er nach dreijähriger Erziehung am 1. April 1859 als Fahnenjunker der 2. Kompanie des 11. Infanterie-Bataillons der Brigade „Georg“ übergeben wurde. Im Zuge der Mobilmachung der sächsischen Armee durch damalige Ereignisse im Konflikt zwischen Frankreich und Österreich wurde Hohlfeld am 1. Juni 1859 zum Leutnant im 10. Infanterie-Bataillon ernannt. Durch Eingriff von Preußen wurde schließlich eine Beteiligung der deutschen Kleinstaaten verhindert und die sächsische Armee wurde schließlich im Juli desselben Jahres wieder demobilisiert. Am 1. Mai 1862 wurde Hohlfeld in das 12. Bataillon nach Wurzen und am 1. März 1863 in das 10. Bataillon nach Dresden versetzt.
Im Jahre 1863 beteiligte sich Leutnant Hohlfeld inmitten des 2. Bataillons unter Major von Sandersleben innerhalb des Bundesexekutionskorps an der Bundesexekution gegen die Herzogtümer Holstein und Lauenburg und kehrte am 1. Oktober desselben Jahres unter Versetzung in das 4. (Depot-)Bataillon wieder nach Dresden zurück. Ab dem 1. November ging er aufgrund gesundheitlicher Probleme ein halbes Jahr auf Wartegeld. Er trat am 1. Mai 1865 wieder in die Armee ein, wurde zum 1. Bataillon der Brigade „Kronprinz“ versetzt, am 1. Oktober zum 2. Bataillon der Brigade versetzt und dort am 29. Oktober desselben Jahres zum Oberleutnant befördert. Anfang 1866 unternahm er einen längeren Urlaub durch Ägypten, Palästina, Syrien, die Türkei und Griechenland.
Nach Ausbruch des Krieges gegen Preußen beteiligte sich Oberleutnant Hohlfeld mit seinem Bataillon an dem Rückzug nach Böhmen, um sich mit der österreichischen Armee zusammenzuschließen. Am 25. Juni konnten sich die sächsischen Truppen mit dem 1. österreichischen Korps vereinigen und nahmen an der Schlacht bei Gitschin teil. Hohlfeld konnte mit seinem Truppenteil das Dorf Diletz besetzen, musste dieses aber unter schweren Verlusten wieder aufgeben. Nachdem während der Schlacht der Bataillonskommandeur von Sandersleben und drei Hauptleute des 2. Bataillons fielen, wurde Hohlfeld als Ersatz für den gefallenen Hauptmann Klette zum Kommandeur der 4. Kompanie des Bataillons ernannt. Nachdem sich Hohlfeld mit seinen Truppen weiter zurückgezogen hatte, kam es 3. Juli 1866 zur Schlacht bei Königgrätz, an der Hohlfeld teilnahm. Nach der sächsisch-österreichischen Niederlage gelangte Hohlfeld nach einem mühseligen Marsch in Wien an und wurde am 14. August zum Bataillonsadjutanten ernannt. Am 7. November trat er dann mit seinem Truppenteil den Rückmarsch mittels Eisenbahn in die Heimat an.
Nach der Neuorganisation der sächsischen Armee wurde aus dem Hohlfeld angehörigen Bataillon und einigen anderen Truppenteilen das Zittauer Infanterie-Regiment „König Ludwig III. von Bayern“ (3. Königlich Sächsisches) Nr. 102 gebildet, dem Hohlfeld als Regimentsadjutant zugeteilt wurde. Am 1. Juli 1869 wurde er zum Hauptmann und Kompaniechef der 10. Kompanie im Regiment ernannt. Nach Ausbruch des Krieges gegen Frankreich nahm er in Reservestellung mit dem Regiment unter der Führung von Oberst Rudorff an der Schlacht von Gravelotte teil. Er beteiligte sich die nächsten Tage und Wochen bei der Zerstörung des Bahnhofs Meziéres, der Beschießung der Stadt Verdun und der Schlacht von Nouart, wo er bei letzterer mit 7 Mann seiner Kompanie verwundet wurde. Er erhielt einen Gewehrschuss in den linken Oberarm und musste daher vorläufig für den restlichen Kriegsverlauf sein Ende nehmen. Nachdem er erst in einem Feldlazarett in Barennes behandelt wurde, wurde er nach Verschlimmerung der Wunde nach Deutschland zurücktransportiert und im eigenen Heim in Zittau behandelt wurde. Nachdem sich sein Zustand verbesserte, kehrte er am 8. November 1870 zu seinem Regiment zurück und übernahm in Livry erneut seine 10. Kompanie. Er beteiligte sich mit seiner Kompanie an der Belagerung von Paris und nahm an einer Parade bei Villiers teil. Er wurde für sein Wirken während des Konfliktes mit dem Eisernen Kreuz II. Klasse ausgezeichnet.
Hohlfeld nahm am feierlichen Einmarsch durch Dresden am 11. Juli teil und kam am 12. des Monats in der Garnison Zittau an. Er widmete sich die folgenden Jahre der Ausbildung seiner Truppe und wurde kurzzeitig vom 1. Februar bis zum 6. Mai 1874 zum Kaiser Alexander Garde-Grenadier-Regiment Nr. 1 nach Berlin abkommandiert um den dortigen Dienstbetrieb näher kennenzulernen. In den folgenden Jahren konnte er bei den sächsischen Herbstübungen 1879 bei Kamenz als Ordonnanzoffizier von König Albert dienen und wurde in dieser Eigenschaft am 12. September desselben Jahres zum überzähligen Major befördert. Schon am 30. September 1879 wurde er dann zum Grenadier-Regiment „Kaiser Wilhelm, König von Preußen“ (2. Königlich Sächsisches) Nr. 101 versetzt, wo er am 1. April 1881 zum Bataillonskommandeur des II. Bataillons ernannt wurde. Nachdem der deutsche Kaiser Wilhelm I. im Jahre 1882 zu Besuch des Regiments nach Dresden kam, wurde Major Hohlfeld als Kasinodirektor mit den Arrangements und Vorbereitung eines Frühstücks beauftragt. Im Februar 1884 leistete er den Ehrendienst bei dem in Dresden anwesenden Erbgroßherzog von Weimar. Im Frühjahr 1885 nahm er an den Frühjahrsübungen der preußischen Garde teil und wurde dem 2. Garde-Regiment zu Fuß attachiert. Im Juni desselben Jahres befehligte er ein zur Übung herangezogenes Landwehr-Bataillon in Dresden.
Am 1. April 1887 wurde er zum Oberstleutnant und etatsmäßigen Stabsoffizier befördert, worauf schon am 20. Januar 1890 die Beförderung zum Oberst und Regimentskommandeur des Infanterie-Regiment „König Ludwig III. von Bayern“ (3. Königlich Sächsisches) Nr. 102 in Zittau folgte. Im Oktober 1891 nahm er an einem Kurs der Schießschule in Spandau teil. Er wurde dann am 24. März 1893 zum Generalmajor (Patent vom 27. Januar) befördert und übernahm dann von Generalmajor von Treitschke die 5. Infanterie-Brigade Nr. 63. Im Jahre 1896 wurde er unter Genehmigung seines Abschiedsgesuches mit dem Charakter eines Generalleutnants zur Disposition gestellt und erhielt die Erlaubnis sich Exzellenz zu nennen.
Hohlfeld wurde auf dem Johannesfriedhof in Tolkewitz begraben.

### Familie
Hohlfeld war verheiratet.